# Peter Quicker

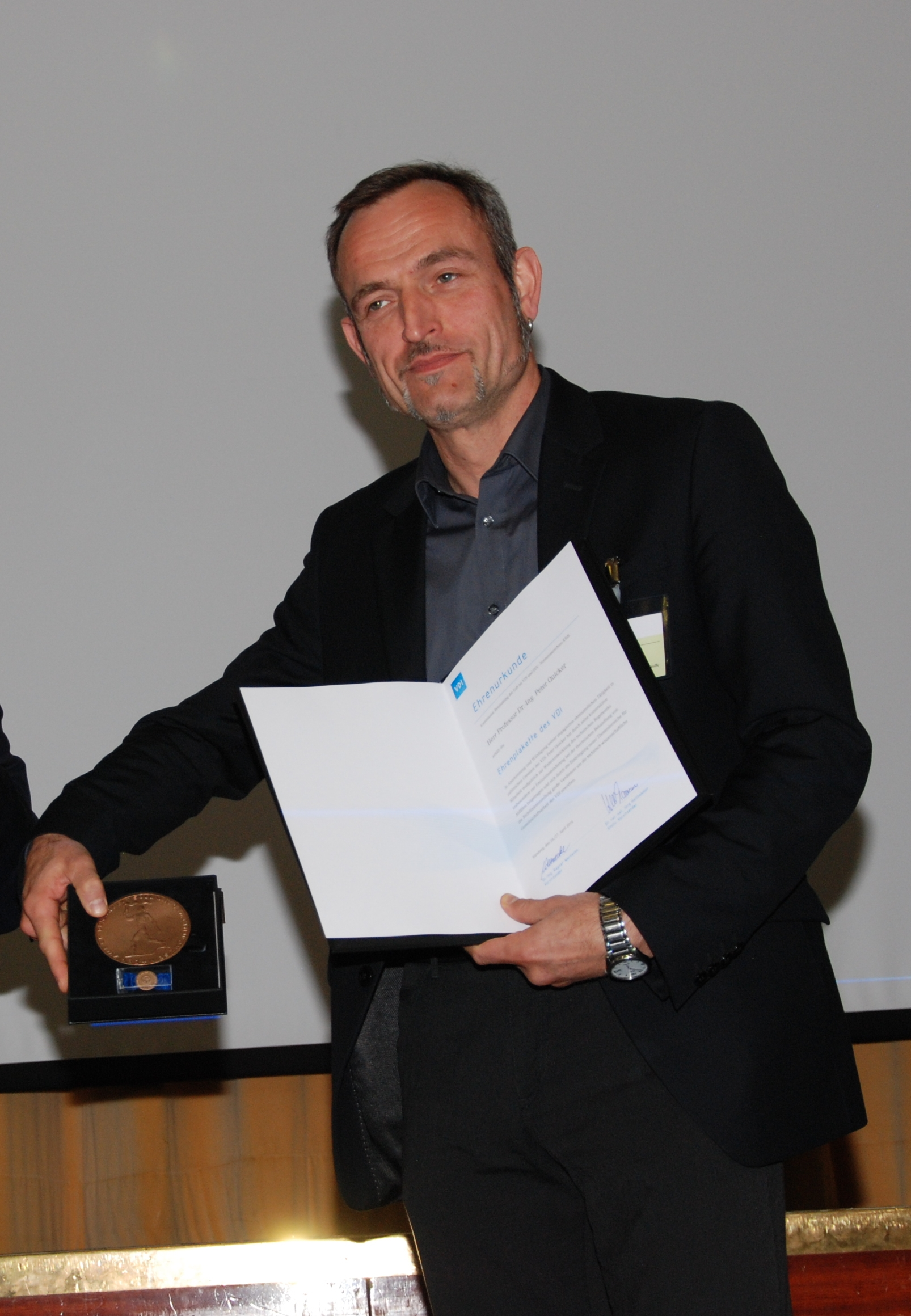
Peter Quicker als Geehrter auf der VDI-Veranstaltung Emissionsminderung 2016

Peter Georg Quicker (* 1968 in Bamberg) ist ein deutscher Chemieingenieur, der sich auf das Gebiet der Kreislauf- und Ressourcenwirtschaft spezialisiert hat. Er ist Professor an der RWTH Aachen.

## Akademische Laufbahn und Forschung
Der 1968 in Bamberg geborene Peter Quicker studierte ab 1989 an der Friedrich-Alexander-Universität Erlangen-Nürnberg (FAU) Chemieingenieurwesen mit Schwerpunkt Technische Chemie. Sein Promotionsstudium absolvierte er im Bereich der Chemischen Reaktionstechnik und wurde 2000 mit der Arbeit Dehydrierung von Ethylbenzol zu Styrol – ein Beitrag zur Entwicklung eines Membranreaktorverfahrens an der FAU promoviert.
Von 2000 bis 2008 war er am ATZ Entwicklungszentrum in Sulzbach-Rosenberg (seit 2012 Teil des Fraunhofer-Instituts für Umwelt-, Sicherheits- und Energietechnik) tätig, zunächst als Projektingenieur und Vorstandsassistent, ab 2003 als Leiter der Abteilung Thermische Verfahrenstechnik. Zudem hatte er von 2005 bis 2008 einen Lehrauftrag an der TU München.
Im August 2009 wurde Quicker Universitätsprofessor an der RWTH Aachen für das Fach Technologie der Energierohstoffe (heutiger Name: Lehr- und Forschungsgebiet Thermoprozesse und Emissionsminderung in der Entsorgungs- und Recyclingwirtschaft) der Fakultät für Georessourcen und Materialtechnik. Seine wissenschaftliche Arbeit konzentriert sich auf die Entwicklung und Optimierung von Verfahren zur energetischen und stofflichen Verwertung von Abfällen. Dabei legt er besonderen Wert auf die Nachhaltigkeit und Effizienz der Prozesse.

## Engagement und Mitgliedschaften
Neben seiner Tätigkeit an der RWTH Aachen ist Quicker Mitglied in verschiedenen wissenschaftlichen Gremien und Fachgesellschaften. Er engagiert sich aktiv in der Weiterentwicklung von Standards und Richtlinien im Bereich der Abfallwirtschaft und setzt sich für eine nachhaltige Ressourcennutzung ein. Er ist ehrenamtlich für den Verein Deutscher Ingenieure (VDI) und insbesondere für die Kommission Reinhaltung der Luft (KRdL) tätig und hat den Vorsitz bei der Überarbeitung der Richtlinie VDI 3460 Blatt 1 Emissionsminderung – Thermische Abfallbehandlung – Grundlagen inne. Bereits bei der vorangegangenen Überarbeitung saß er dem zugehörigen Richtlinienausschuss vor. Ebenso war er Vorsitzender des Richtlinienausschusses VDI 3933 Emissionsminderung – Erzeugung von Biomassekarbonisaten. Auch an der Erstellung der Richtlinien VDI 3461 Emissionsminderung – Thermochemische Vergasung von Biomasse in Kraft-Wärme-Kopplung der KRdL und VDI 3925 Blatt 1 Methoden zur Bewertung von Abfallbehandlungsverfahren der VDI-Gesellschaft Energie und Umwelt hat Quicker mitgewirkt. Im Jahr 2016 erhielt er die VDI-Ehrenplakette.

## Publikationen (Auswahl)
Quicker veröffentlichte Bücher, Buchkapitel und Fachartikel zu technischen und ökologischen Aspekten der Abfallverwertung, darunter:
- Biokohle: Herstellung, Eigenschaften und Verwendung von Biomassekarbonisaten. Springer Fachmedien Wiesbaden, Wiesbaden 2016, ISBN 978-3-658-03688-1, doi:10.1007/978-3-658-03689-8 (springer.com [abgerufen am 26. Juni 2024]).
- Verbrennungsrückstände. In: Praxishandbuch der Kreislauf- und Rohstoffwirtschaft. Springer Fachmedien Wiesbaden, Wiesbaden 2022, ISBN 978-3-658-36261-4, S. 779–808, doi:10.1007/978-3-658-36262-1_40 (springer.com [abgerufen am 26. Juni 2024]).
- zusammen mit Andrea Kruse, Kathrin Weber, Dennis Blöhse: Thermochemische Prozesse zur Herstellung von Biomassekarbonisaten. In: Biokohle. Springer Fachmedien Wiesbaden, Wiesbaden 2016, ISBN 978-3-658-03688-1, S. 15–82, doi:10.1007/978-3-658-03689-8_2 (springer.com [abgerufen am 26. Juni 2024]).
- Thermal Treatment as a Chance for Material Recovery. In: Source Separation and Recycling. Band 63. Springer International Publishing, Cham 2017, ISBN 978-3-319-69071-1, S. 119–149, doi:10.1007/698_2017_28 (springer.com [abgerufen am 26. Juni 2024]).